# ND4
ND4 (англ. NADH dehydrogenase, subunit 4 (complex I)) – білок, який кодується однойменним геном, який у людей є частиною мітохондріальної ДНК. Довжина поліпептидного ланцюга білка становить 459 амінокислот, а молекулярна маса — 51 581.
| 10         |  | 20         |  | 30         |  | 40         |  | 50         |
| ---------- |  | ---------- |  | ---------- |  | ---------- |  | ---------- |
| MLKLIVPTIM |  | LLPLTWLSKK |  | HMIWINTTTH |  | SLIISIIPLL |  | FFNQINNNLF |
| SCSPTFSSDP |  | LTTPLLMLTT |  | WLLPLTIMAS |  | QRHLSSEPLS |  | RKKLYLSMLI |
| SLQISLIMTF |  | TATELIMFYI |  | FFETTLIPTL |  | AIITRWGNQP |  | ERLNAGTYFL |
| FYTLVGSLPL |  | LIALIYTHNT |  | LGSLNILLLT |  | LTAQELSNSW |  | ANNLMWLAYT |
| MAFMVKMPLY |  | GLHLWLPKAH |  | VEAPIAGSMV |  | LAAVLLKLGG |  | YGMMRLTLIL |
| NPLTKHMAYP |  | FLVLSLWGMI |  | MTSSICLRQT |  | DLKSLIAYSS |  | ISHMALVVTA |
| ILIQTPWSFT |  | GAVILMIAHG |  | LTSSLLFCLA |  | NSNYERTHSR |  | IMILSQGLQT |
| LLPLMAFWWL |  | LASLANLALP |  | PTINLLGELS |  | VLVTTFSWSN |  | ITLLLTGLNM |
| LVTALYSLYM |  | FTTTQWGSLT |  | HHINNMKPSF |  | TRENTLMFMH |  | LSPILLLSLN |
| PDIITGFSS  |  |            |  |            |  |            |  |            |

A: Аланін

C: Цистеїн

D: Аспарагінова кислота

E: Глутамінова кислота

F: Фенілаланін

G: Гліцин

H: Гістидин

I: Ізолейцин

K: Лізин

L: Лейцин

M: Метіонін

N: Аспарагін

P: Пролін

Q: Глутамін

R: Аргінін

S: Серин

T: Треонін

V: Валін

W: Триптофан

Кодований геном білок за функцією належить до оксидоредуктаз. 
Задіяний у таких біологічних процесах, як транспорт, транспорт електронів, дихальний ланцюг. 
Білок має сайт для зв'язування з НАД, убіхіноном. 
Локалізований у мембрані, мітохондрії.